# Гръцка народна освободителна армия
Гръцката народна освободителна армия (ЕЛАС) (на гръцки: Ελληνικός Λαϊκός Απελευθερωτικός Στρατός, ΕΛΑΣ, по погрешка наричана Εθνικός Λαϊκός Απελευθερωτικός Στρατός, т.е. Национална народна освободителна армия) e въоръженото тяло на прокомунистическия Народоосвободителен фронт (ЕАМ) по време на окупацията на Гърция през Втората световна война.
Главнокомандващ на ЕЛАС първоначално е Арис Велухиотис. Общата численост на организацията достига 50 000 души.
Основана е на 7 юни 1942 г. от Атанасиос Кларас, който се представя на мегдана на село Домниста пред насъбралите се селяни като Арис Велухиотис – гръцки капитан от артилерията (Кларас никога не е бил артилерист, а Арис е новогръцката форма на Арес, древногръцкия бог на войната, а Велухи е името на местната планина). После ЕЛАС участва съвместно с другите гръцки съпротивителни движения в диверсията с взривяването на моста над село Горгопотамос.
След ерата на Кларас начело на организацията застават Маркос Вафиадис и Никос Захариадис и ЕЛАС започва да променя своя политически курс, водейки сражения освен с германски, италиански (до септември 1943 г.) и (в Северна Гърция до септември 1944 г.) български войски също и срещу некомунистическата съпротива на гръцките националистически ЕДЕС, ПАО, Батальоните за сигурност, ЕККА и други. След оттеглянето на Вермахта от Гърция ЕЛАС води вече сражения с британската армия и официалната гръцка власт, неинформирана за сключеното процентно споразумение. След подписаните Примирие на Италия с антихитлеристката коалиция през септември 1943 г. и Московско примирие на антихитлеристката коалиция с България и обявяването на война от Италия и България на нацистка Германия – октомври 1943 г. и септември 1944 г. войските на ЕЛАС си сътрудничат с италианските и българските войски и водят съвместни бойни действия срещу германските войски от група армии „Е“ на гръцка територия до октомври 1944 г. когато цяла Гърция е освободена от германска окупация.
По време на гражданската война в Гърция, ЕЛАС се ползва със силната подкрепа на НРБ, ФНРЮ (до разрива Тито-Сталин) и най-вече на Народна република Албания в лицето на Енвер Ходжа, а в първите две години и на Италия, в чието правителство все още Италианската комунистическа партия има силно влияние а в първата година и участие и страната се надява на отстъпки от Гърция по отношение на някои територии които тя счита за свои или има италианско население (Йонийски острови) ако ЕЛАС спечели Гражданската война.